# 曲山紫乃
曲山紫乃（MAGARIYAMA Shino，1987年9月20日—），日本女子水球運動員，亦為日本國家女子水球隊成員。山形縣出生，畢業於日本体育大学，現時在SVBayer Uerdingen08任職，隸屬於日體俱樂部水球隊。

## 簡歷
2014年9月，曲山紫乃代表日本出戰韓國仁川舉行的亞運會水球比賽項目，協助球隊贏得銀牌。